# البيستو

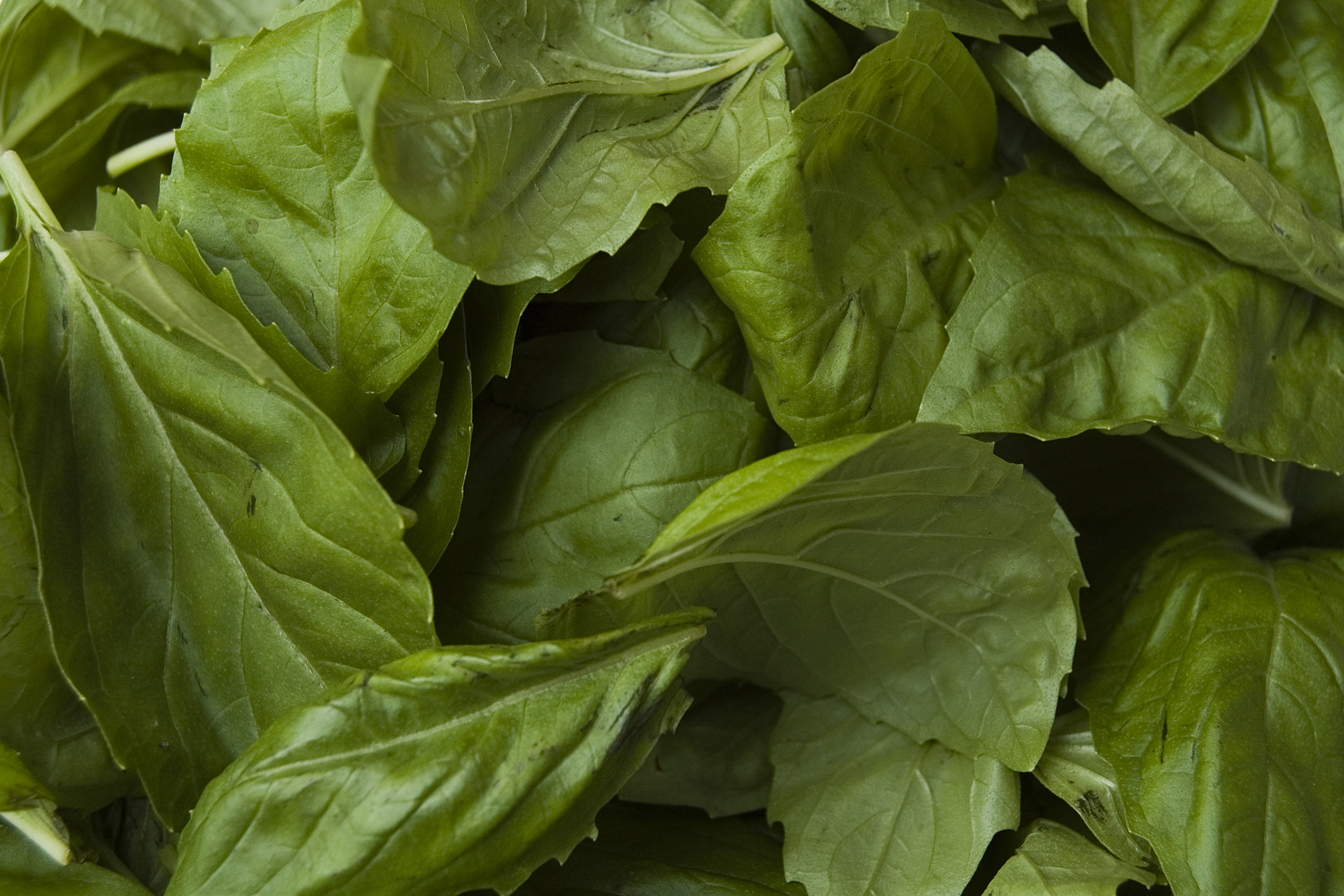
Pesto alla genovese is made from ريحان leaves...

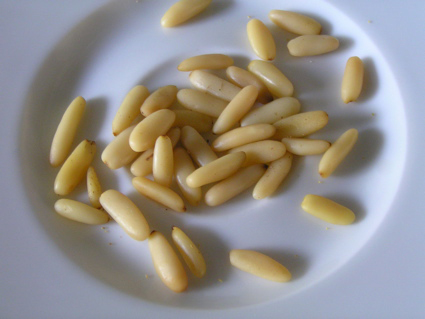
...and حبوب الصنوبرs...

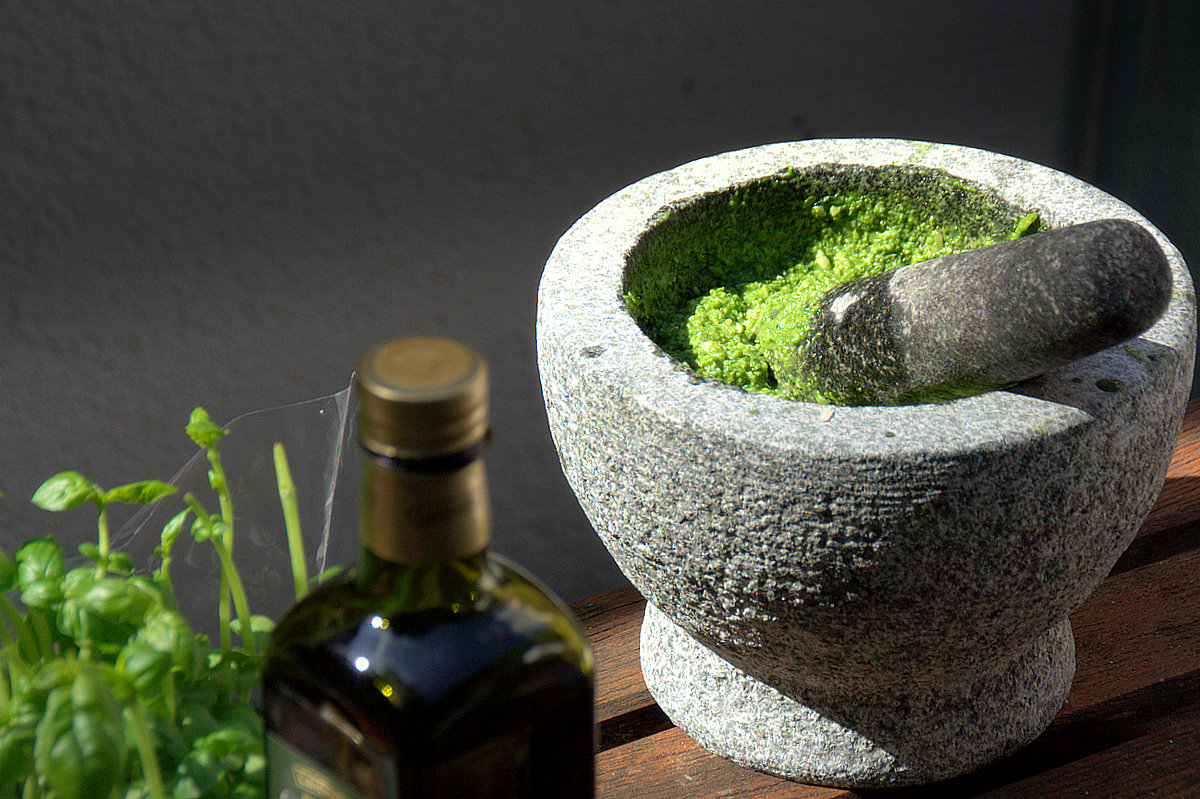
... which are ground up with the other ingredients.

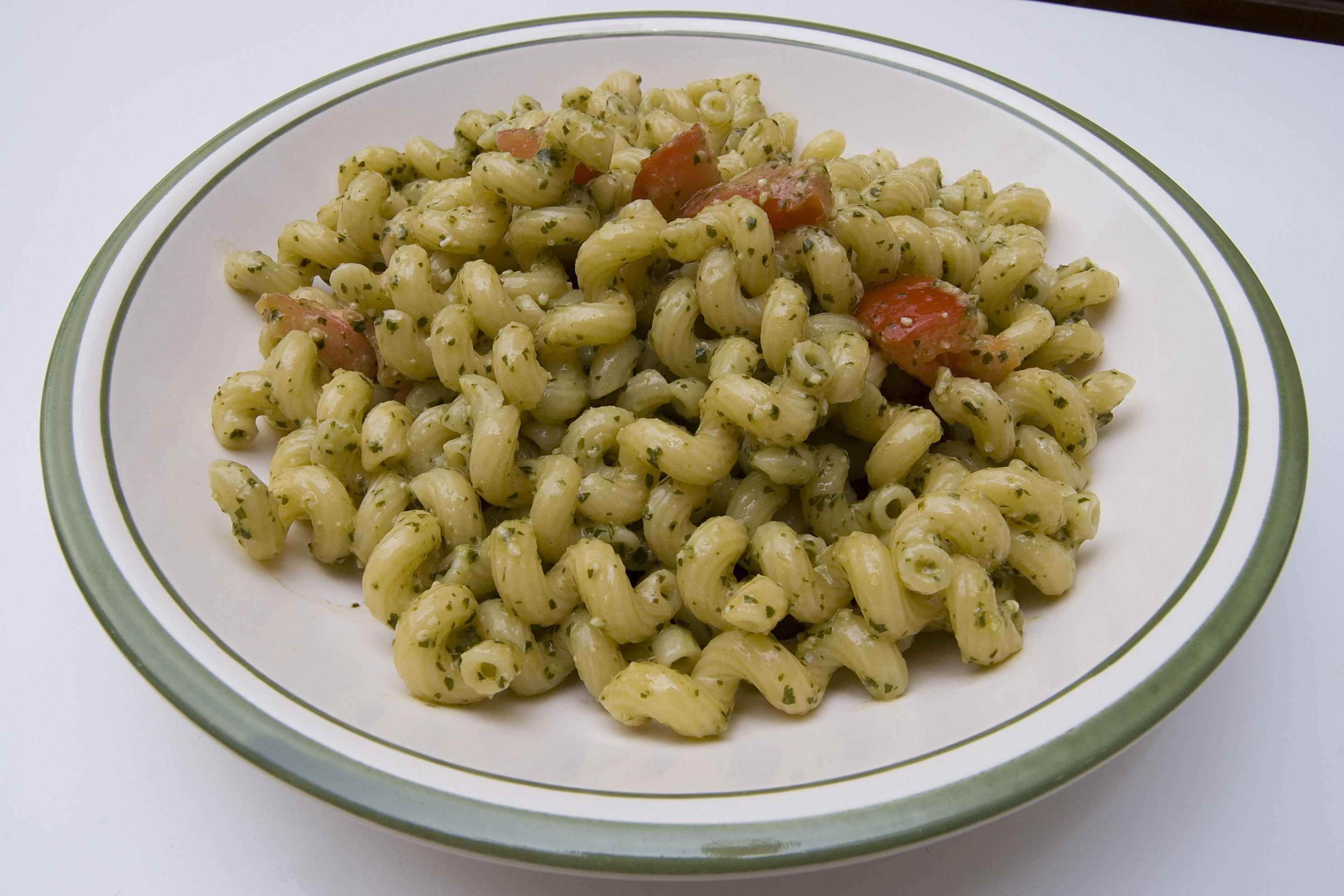
Pesto كافاتابي

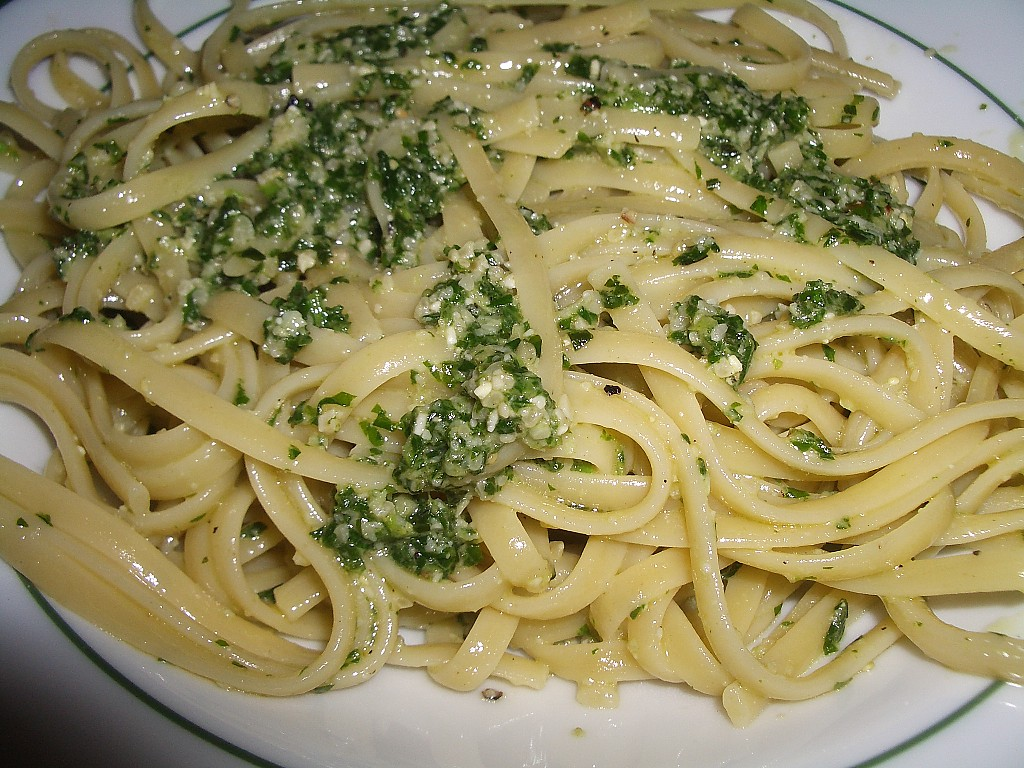
"فيتوتشيني with Pesto alla genovese"

البيستو (بالإيطالية: Pesto)‏ هي صلصة (وقد تطلق على الطبق التقليدي بيستو آلا غينوفيز: pesto alla genovese) ظهرت في جنوة في إقليم ليغوريا (Liguria) الواقع شمال إيطاليا (بيستو جينوفيس)، والبيستو التقليدي يتكون من الثوم المفروم والريحان والصنوبر الأوروبي ممزوجًا بـزيت الزيتون وجبن بارميجيانو ريجيانو (جبن بارما) وفيوري ساردو (جبن يصنّع من لبن الماشية). واسمها مشتق من كلمة بست (pestâ) الجنوية (بالإيطالية: بيستير (pestare))، والتي تعني يسحق أو يُدقّ، في إشارة إلى الطريقة الأصلية المتّبعة في تحضيرها بالهون الرخامي والمدقة الخشبية. ومع ذلك لا «تُسحق» المقادير عند صنع البيستو بالطريقة التقليدية ولكنها «تُدقّ» في حركة دائرية للمدقة في الهون. وقد استخدم كل من الأصل اللاتيني للكلمة واللغة الفرنسية القديمة كلمة بيستو وهي نفس الكلمة الموجودة في الإنجليزية.

## معلومات تاريخية
كان الرومان القدماء يأكلون عجينة تسمى موريتوم وكانت تحضّر بسحق الجبن مع الثوم مع الأعشاب. والريحان، الذي يمثل المكون الرئيسي للبيستو الحديثة، يحتمل أنه ظهر في شمال إفريقيا ولكن أول استخدام له في الهند. وترسخ استخدام الريحان في مناطق من ليغوريا في إيطاليا وبروفنس في فرنسا. وبدأ الليغوريون في أرجاء جنوة في استخدام هذا اللون من الطعام والتعديل فيه، فاستخدموا في عمل البيستو مزيجًا من الريحان والثوم المدقوق والجبن الصلب المجروش (خليط من بارما ريدجو وبيكورينو أو واحدة فقط منهما) والصنوبر وقليل من زيت الزيتون. وأول إشارة لوصفة تحضير البيستو كما هي عليه اليوم، كانت في كتاب لا كوسينيرا جينوفيز (La Cuciniera Genovese) الذي كتبه جيوفاني باتيستا راتو سنة 1863. وفي مدينة بروفنس الفرنسية، تطورت البيستو إلى صلصة البستو العصرية، حيث أصبحت مزيجًا من الريحان والبقدونس والثوم المسحوق والجبن المجروش (اختياري). ومع ذلك لم يكن قد أضيف إليها الصنوبر بعد.
وفي سنة 1944، ذكرت جريدة نيويورك تايمز معجونة بيستو معلبة ومستوردة من الخارج. وفي سنة 1946، نشرت مجلة صن ست وصفة بيستو للكاتب بيليغريني أنجيلو. ولم تشتهر البيستو في شمال أمريكا حتى ثمانينيات وتسعينيات القرن العشرين.

## المقادير وطريقة التحضير
المكان التقليدي لتحضير البيستو هو الهون الرخامي ذو المدقة الخشبية. أولاً، يوضع الثوم والصنوبر في الهون وتحول إلى قوام قشدي، ثم تضاف أوراق الريحان المغسولة والمجففة مع ملح خشن ويطحن كل هذا حتى الحصول على قوام قشدي. وحينها فقط يضاف خليط من جبن بارما ريدجو وباكورينو. ويضاف قليل من زيت الزيتون البكر الممتاز للمساعدة في دمج الجبن بالخليط. وبوضع البيستو في جرة محكمة الغلق (أو إناء بلاستيكي محكم الغلق)، وتغطيته بطبقة من زيت الزيتون البكر الممتاز، يمكن أن يبقى البيستو محفوظًا في الثلاجة لأسبوع، أو يجمّد ليستخدم فيما بعد.

### الأكلات المصاحبة
توضع صلصة البيستو عادة مع مكرونة الباستا، وتقليديًا مع مينديلي دي ساي (Mandilli de Sæa) (في اللهجة الجنوية - وتعني حرفيًا "غطاء الرأس الحريري")،">http://www.mangiareinliguria.it/ita/ricette/ricette_liguria/mandilli_de_saea.php</ref></a> تروفي أو ترينيت.
وتقليديًا تضاف البطاطس والفاصوليا الخضراء الصغيرة إلى هذا اللون من الطعام، بعد سلقهما مع الباسطا في نفس القدر.
وتستخدم أحيانًا في الحساء الكثيف. وتقدم صلصة البيستو أحيانًا فوق شرائح اللحم البقري وشرائح البطاطس المسلوقة.

### أشكال مختلفة
بما أن البيستو اسم شامل لكل ما يُصنع عن طريق الدّق، تتنوع أشكال البيستو، فمنها ما هو تقليدي ومنها ما هو حديث. وهذا هو السر في أن البيستو الأصلية (والأكثر شهرة) تسمى الآن بيستو ألا جينوفيس أو بيستو جينوفيس (كلاهما مستخدم في الإنجليزية والإيطالية)، ليسهل التفريق بين البيستو الأصلية المصنوعة من الريحان والبيستو المصنوعة من البدائل الأخرى[بحاجة لمصدر].
وتصنع بيستو ألا جينوفيس من الريحان الجينوي والملح والثوم وزيت الزيتون الليغواري البكر الممتاز (تاجياسكو) والصنوبر الأوروبي (المحمص أحيانًا) والجبن المجروش مثل جبن بارما ريدجو أو جرانا بادانو (Grana Padano) وبيكورينو ساردو وبيكورينو رومانو).
وتختلف هذه الصلصة اختلافًا طفيفًا في بروفينس حيث تعرف باسم بشتو. بالمقارنة ببيستو جينوفيس، تُصنع بيشتو على وجه العموم بزيت الزيتون والريحان والثوم ففقط: بينما قد يضاف إليها الجبن وعادة لا يضاف أي بندق. وتستخدم البيشتو في شوربة البيشتو النموذجية، وهي شوربة خضروات مُغذّية بطعم البيشتو. إلا أن هذه الصلصة لا تحتوي في الأصل على الريحان. بل إن الجبن وزيت الزيتون هما المكون الرئيسي لها.[بحاجة لمصدر]
وأحيانًا يُستخدم اللوز بدلاً من الصنوبر وأحيانًا تُخلط أوراق النعناع بأوراق الريحان.
أما بيستو ألا سيشيليانا وتسمى أحيانًا بيستو روسو (بيستو الحمراء) هي صلصة من صقلية شبيهة ببيستو جينوفيس ولكن يضاف إليها الطماطم واللوز بدلاً من الصنوبر وريحان أقل بكثير. أما بيستو ألا كالابريس فنوع من الصلصة في منطقة كالابريا يحضر من الفلفل الرومي (المشوي) والفلفل الأسود وغيرهما، وهذه المكونات تعطيها مذاقًا متبلاً فريدًا[بحاجة لمصدر].
أما خارج إيطاليا، فتطلق كلمة «بيستو» الدارجة على كل أنواع الصلصة الباردة أو سوائل الغمس، وغالبًا لا يشترط احتواؤها على المكونات الأصلية مثل: الجرجير (بدلاً من الريحان أو بجانبه) والزيتون الأسود وقشر الليمون والكزبرة أو عيش الغراب. وهناك تشكيلة إيطالية تُستخدم فيها أوراق الرامسون بدلًا من أوراق الريحان. وفي القرن العشرين، جاء المهاجرون من جنوة إلى الأرجنتين ومعهم وصفات تحضير البيستو. وهناك تشكيلة بيروية تعرف باسم «تالارينيس فيرديس» (وتعني المعكرونة الخضراء من تاجلياريني) كريمية أكثر قليلاً ولا تحتوي على الصنوبر (بسبب ندرتها وسعرها المكلّف في بيرو) وبها سبانخ وزيت نباتي (بدلاً من زيت الزيتون) ويقدّم أحيانًا مع البطاطس المشويّة وشرائح لحم الخاصرة. ويستخدم الكاشو في الكثير من أنواع البيستو الصناعية[بحاجة لمصدر].
وفي عموم الولايات المتحدة تنتشر البيستو في الأسواق المركزية سواء خضراء (الأصل) أو تشكيلة حمراء (مع طماطم مجففة بالتشميس أو الفلفل الأحمر) ينتجها كبار المصنعين أو العلامات غير المشهورة الرخيصة. والكاجو أو الجوز أو الصنوبر الصيني تستخدم بدلاً من الصنوبر الأوروبي لأنها أقل تكلفة وبنيتها مشابهة (رغم اختلاف الطعم). وربما تستخدم الزيوت الرخيصة والأعشاب مثل البقدونس لمزيد من تقليل السعر.
وفي سنغافورة، تشتهر صورة ذائبة إيطالية وبيرانكية تسمى لاكسا بيستو. والوصفة لها نكهة حساء المعكرونة بالكاري المحلي الذي هو لاكسا ولكنه مصنوع بنفس طريقة البيستو.
وقد تشتمل الأنواع النباتية من البيستو على خليط من الريحان الطازج والجوز من مثل الفالنت أو الصنوبر وزيت الزيتون وبإضافة عجينة ميسو وخميرة مغذية لإضافة نكهة محسنة لها.